# 1954 en Inde
Chronologie de l'Inde
- 1950
- 1951
- 1952
- 1953
- 1954
- 1955
- 1956
- 1957
- 1958

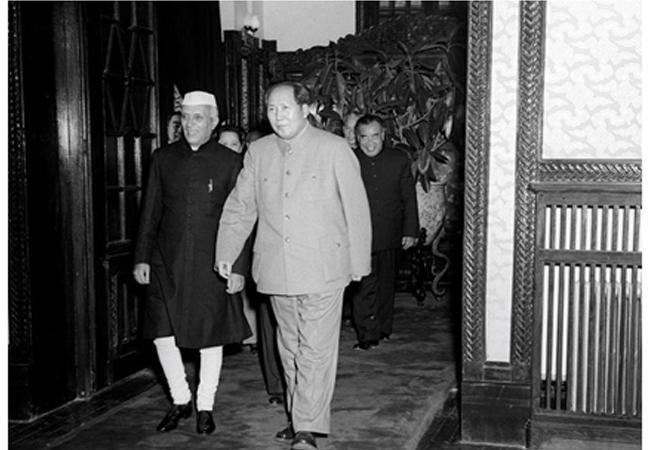
Le président du Parti communiste chinois Mao Zedong et Jawaharlal Nehru, Premier ministre indien, signent, en avril 1954, un accord de huit ans sur le Tibet.

Cette page concerne les évènements survenus en 1954 en Inde  :

## Évènement
- 3 février : Bousculade de la Kumbh Mela de Prayag (bilan : 800 morts - 2 000 blessés)
- 15 février : Élection de l'Assemblée législative de Travancore-Cochin (en)
- 18 février : Élection de l'Assemblée législative de l'Union des États de Patiala et du Pendjab oriental (en)
- 11 avril : Coup d'État de Yanaon (Inde française)
- 29 avril : Accord de Panchsheel,  sur le commerce et les relations entre le Tibet chinois et l'Inde.
- 13 juin Rattachement des comptoirs français à l’Inde
- 22 juillet-15 août : Annexion de Dadra et Nagar Haveli (en)
- 23 septembre : Troisième amendement de la Constitution de l'Inde (en)
- 10 décembre : Catastrophe de la mine de charbon de Newton Chikli à Chhindwara (la mine est inondée, 63 personnes sont piégées et se noient).

## Cinéma
- 21 mars : 1re cérémonie des Filmfare Awards

Sortie de film
- Aar Paar
- Biraj Bahu
- Le Petit Cireur
- Les Plumes du paon
- Nagin
- Pamposh, fleur de lotus

## Littérature
- La Croisée des destins (en), roman de John Masters.

- Maila Anchal (en), roman de Phanishwar Nath.
- Le Riz et la mousson (en), roman de Kamala Markandaya.
- Ummachu (en), roman d'Uroob (en).

## Sport
- Participation de l'Inde aux Jeux de l'Empire britannique et du Commonwealth (en).
- 1er-9 mai : Participation de l'Inde (en) aux Jeux asiatiques à Manille aux Philippines.

## Naissance
- Laxmikant Berde (en), acteur.
- Kamal Haasan, acteur.
- Shrikant Jichkar (en), personnalité politique, peintre, acteur.
- Shankar Nag (en), acteur.
- Kailash Satyarthi, prix Nobel de la paix (2014)
- Indu Shahani (pa), enseignant.
- Malyadri Sriram (en), personnalité politique.

## Décès
- Girija Shankar Bajpai (en), diplomate, ministre.
- Jibanananda Das, poète.